# Operacja Filar Obrony
Operacja Filar Obrony lub Słup obłoków (hebr. עַמּוּד עָנָן) – rozpoczęta 14 listopada 2012 przez Siły Obrony Izraela (IDF, Cahal) operacja militarna, której celem była likwidacja członków i zniszczenie infrastruktury Hamasu w Strefie Gazy. Początkiem operacji było zabicie Ahmada al-Dżabariego, szefa wojskowego skrzydła Hamasu. W odpowiedzi bojownicy Hamasu przeprowadzili zmasowany atak rakietowy, a siły izraelskie prowadziły kontruderzenia z powietrza. Konflikt zakończył się zawieszeniem broni uzgodnionym w Kairze 21 listopada 2012.

## Tło
Na przełomie 2008 i 2009 Izrael przeprowadził w Strefie Gazy szeroko zakrojoną operację Płynny Ołów, w której zginęło 1350 Palestyńczyków. Po tym wydarzeniu, palestyńskie bojówki na krótki okres ograniczyły ataki rakietowe na Izrael, jednak później rebelianci bardzo często bombardowali prostymi rakietami Kassam oraz Grad terytorium Izraela. Ataki te z reguły nie powodowały większych szkód.
Przez 11 lat palestyńskie ataki rakietowe zabiły 21 Izraelczyków, z kolei w odpowiedziach izraelskich w Strefie Gazy przez pięć lat do czasu operacji Płynny Ołów zginęło 2300 osób w tym 1477 dzieci, a 7700 osób zostało rannych. W latach 2010–2012 nastąpił regularny ostrzał Izraela przez palestyńskie rakiety. Kumulacja tego procederu miała miejsce w marcu 2012, kiedy doszło do otwartej konfrontacji izraelsko-palestyńskiej.

## Wydarzenia poprzedzające operację
5 listopada 2012 w okresie zwiększonego napięcia na granicy izraelsko-palestyńskiej, wywołanym ostrzałem rakietowym z terytorium Strefy Gazy, żołnierze izraelscy zabili 20-letniego Palestyńczyka, który naruszył granicę. W odpowiedzi bojownicy zdetonowali minę-pułapkę na lokalnej drodze w wyniku czego ranny został jeden żołnierz. 8 listopada 2012 Siły Obrony Izraela po wykryciu przygranicznych bomb ostrzelali pozycje Ludowych Komitetów Oporu. W starciu zginął 13-letni chłopiec. Dzień później bojownicy palestyńscy zdetonowali podziemny korytarz wykopany pod granicą i wypełniony materiałami wybuchowymi, raniąc czterech izraelskich wojskowych. Wystrzelili też rakiety Kassam, które jednak nie spowodowały żadnych szkód.
10 listopada 2012 bojownicy ostrzelali za pomocą pocisków przeciwpancernych, samochód marki Jeep należący do IDF w pobliżu przejścia granicznego Karni. Rannych zostało 4 żołnierzy. Siły izraelskie szybko wzięły odwet i prowadziły ogień na wybrane cele na obszarze miasta Gaza. Zginęło wówczas według strony palestyńskiej czterech nastolatków. Bojownicy Hamasu odpalili następnie 30 rakiet i kilka pocisków moździerzowych. Strony konfliktu toczyły w następnych dniach podobną konfrontację. Bojownicy wystrzelili ponad 150 rakiet. Niektóre z nich trafiły w tereny mieszkalne, w wyniku czego kilku Izraelczyków zostało rannych. Na terenie południowego Izraela zamknięto szkoły. W międzyczasie IDF prowadził odwetowe naloty na Strefę Gazy, podczas których zabito sześciu bojowników.
Kilka dni przed rozpoczęciem operacji izraelski premier Binjamin Netanjahu i minister obrony Ehud Barak ostrzegli, że odpowiedź Izraela na działania palestyńskich ugrupowań przyjdzie w najbliższym czasie. Izrael zwrócił się do Rady Bezpieczeństwa ONZ ws. wykorzystania rakiet przeciwko państwu izraelskiemu. Przygotowania do operacji przeciwko ugrupowaniom palestyńskich przypadły na czas kampanii wyborczej w Izraelu. Jeszcze 12 listopada 2012 Hamas i Palestyński Islamski Dżihad deklarowali gotowość do wprowadzenia rozejmu, jednakże nadal prowadzili kampanię rakietową.

## Operacja

### 14–17 listopada 2012

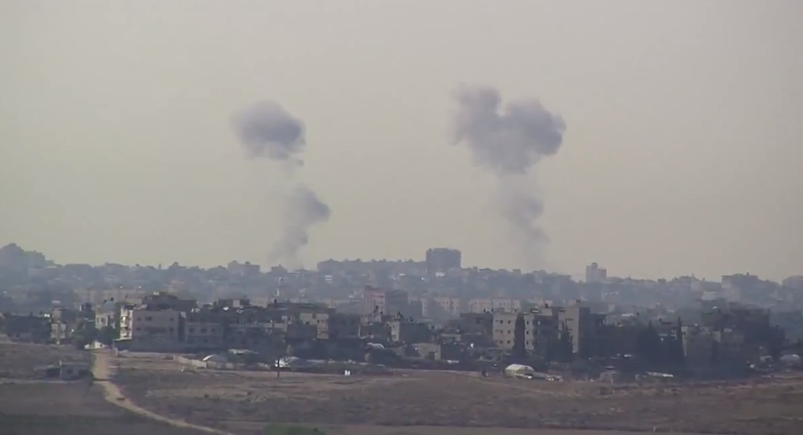
Dym na izraelskim miastem Kirjat Malachi po ostrzale palestyńskim z 15 listopada 2012

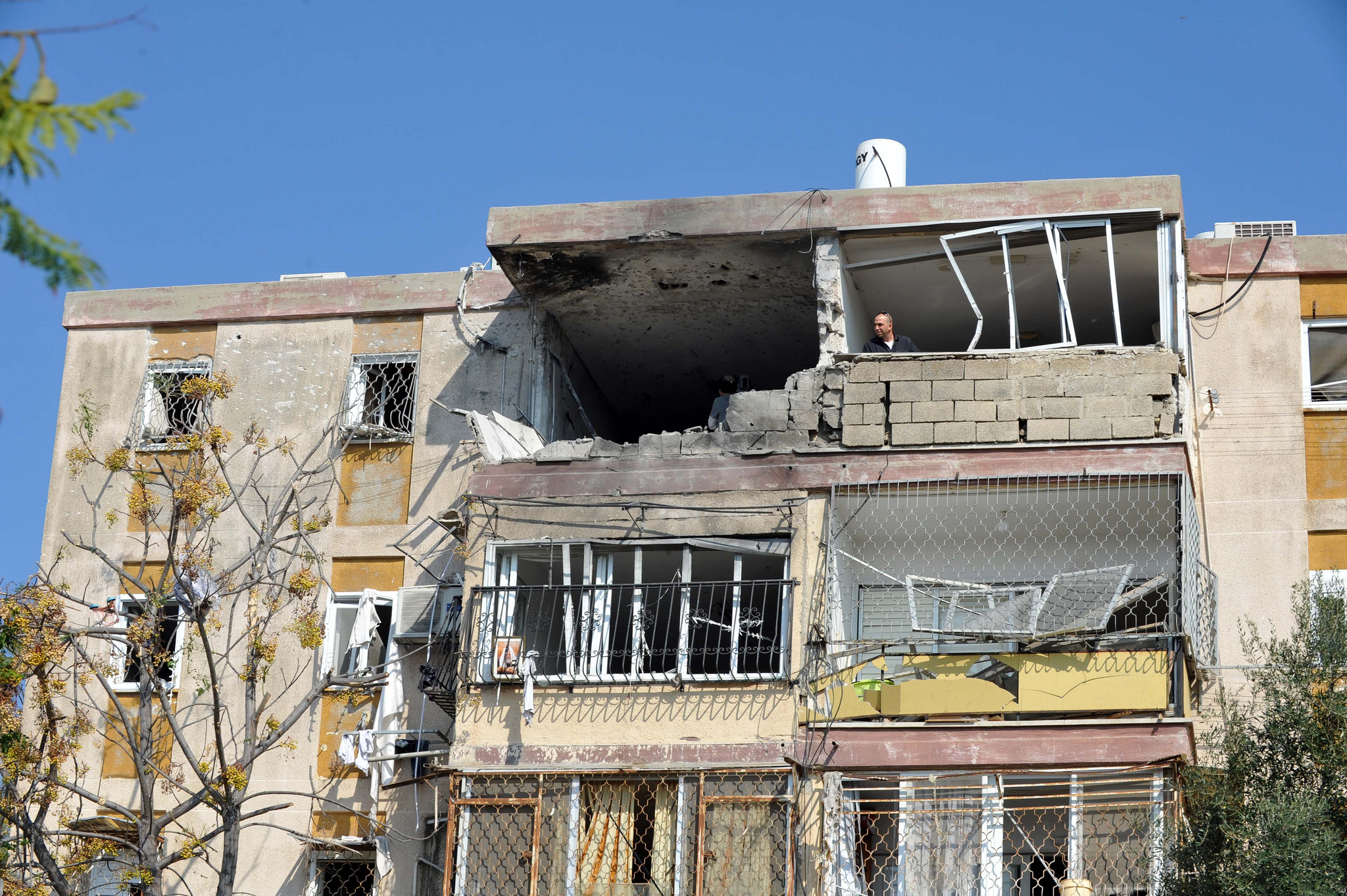
Zniszczony dom w Kirjat Malachi w którym zginęły trzy osoby

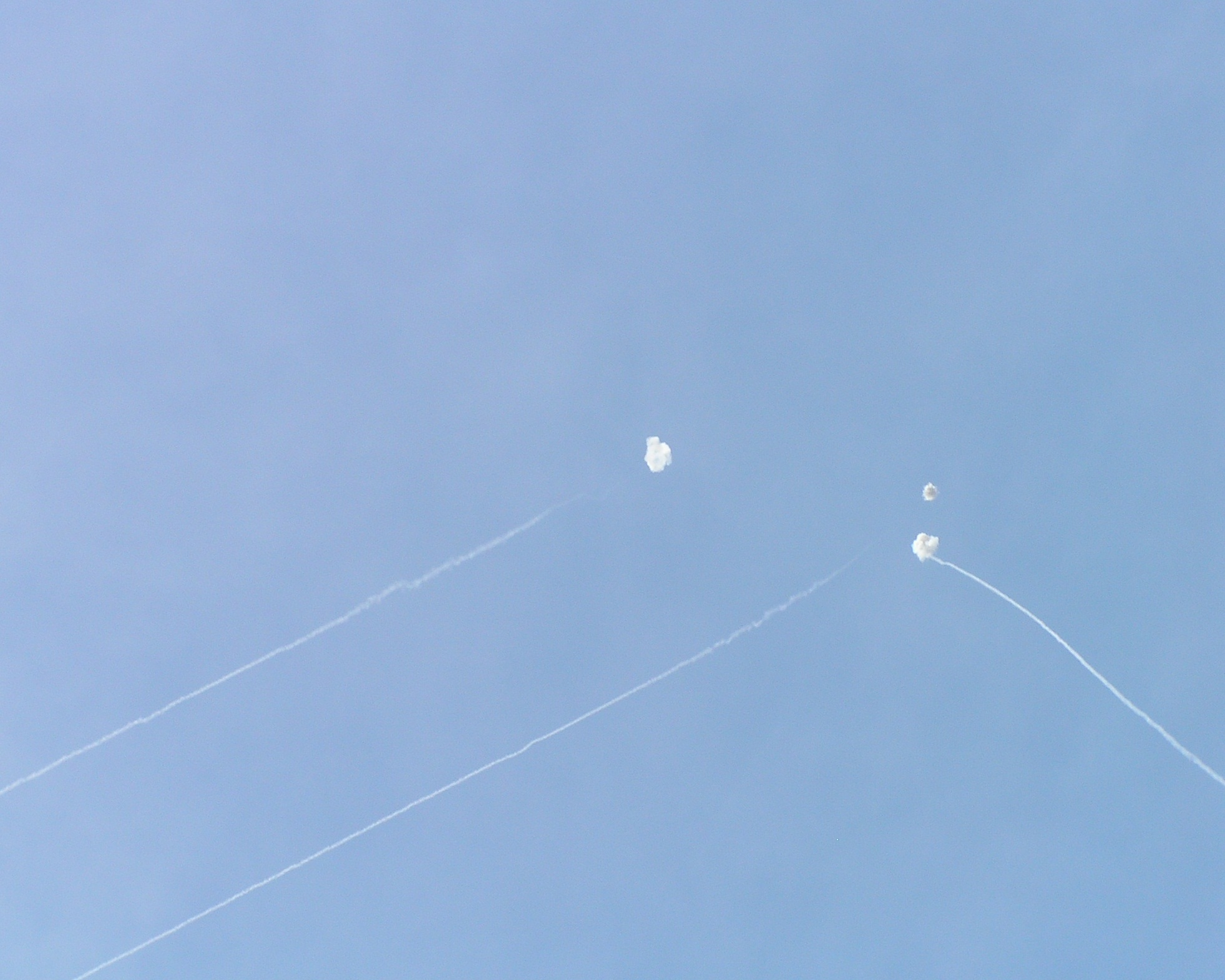
Moment przechwycenia hamasowskiej rakiety przez Żelazną Kopułę

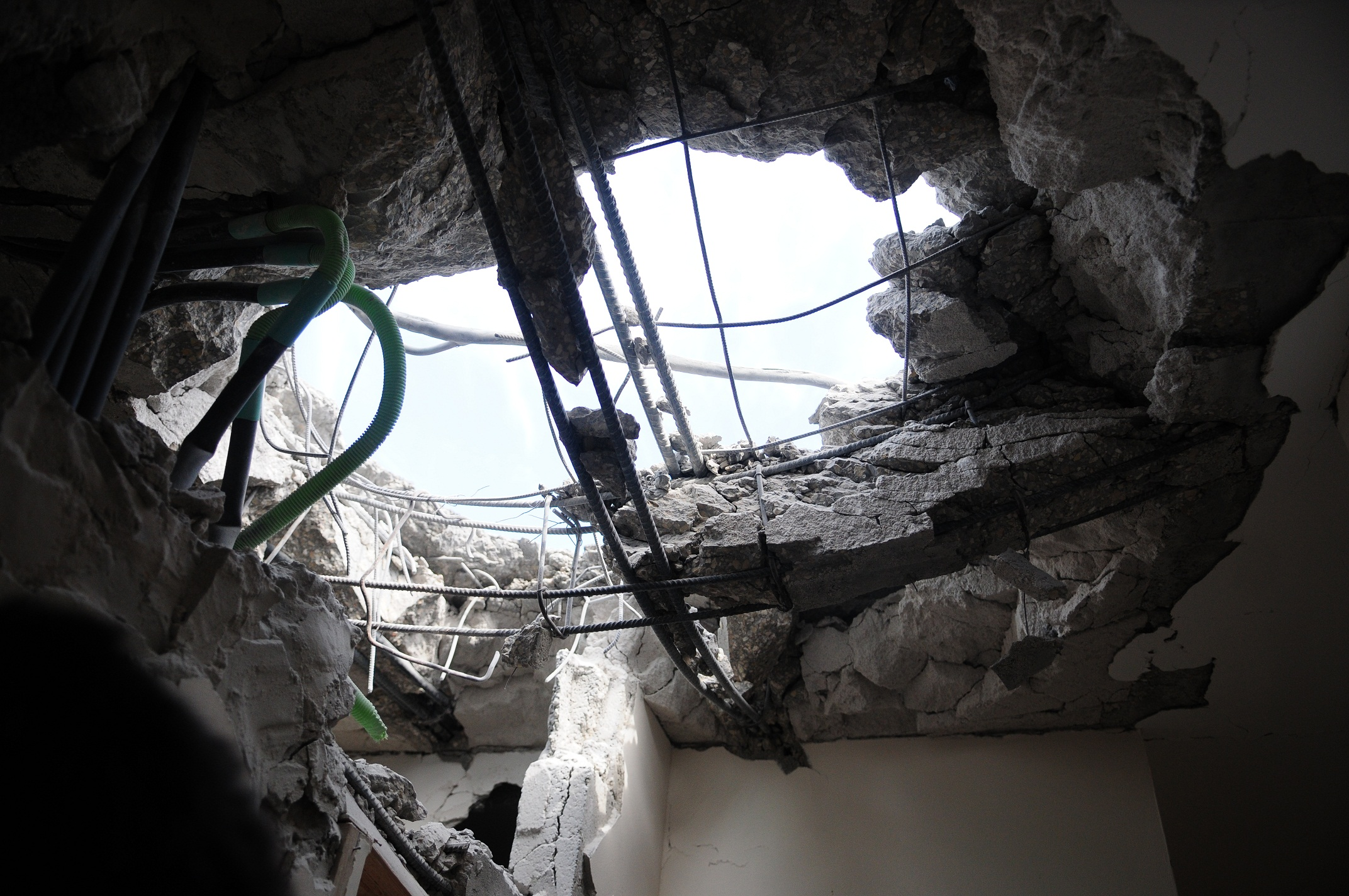
Zniszczenia w Aszkelonie po ostrzale rakietowym z 18 listopada 2012

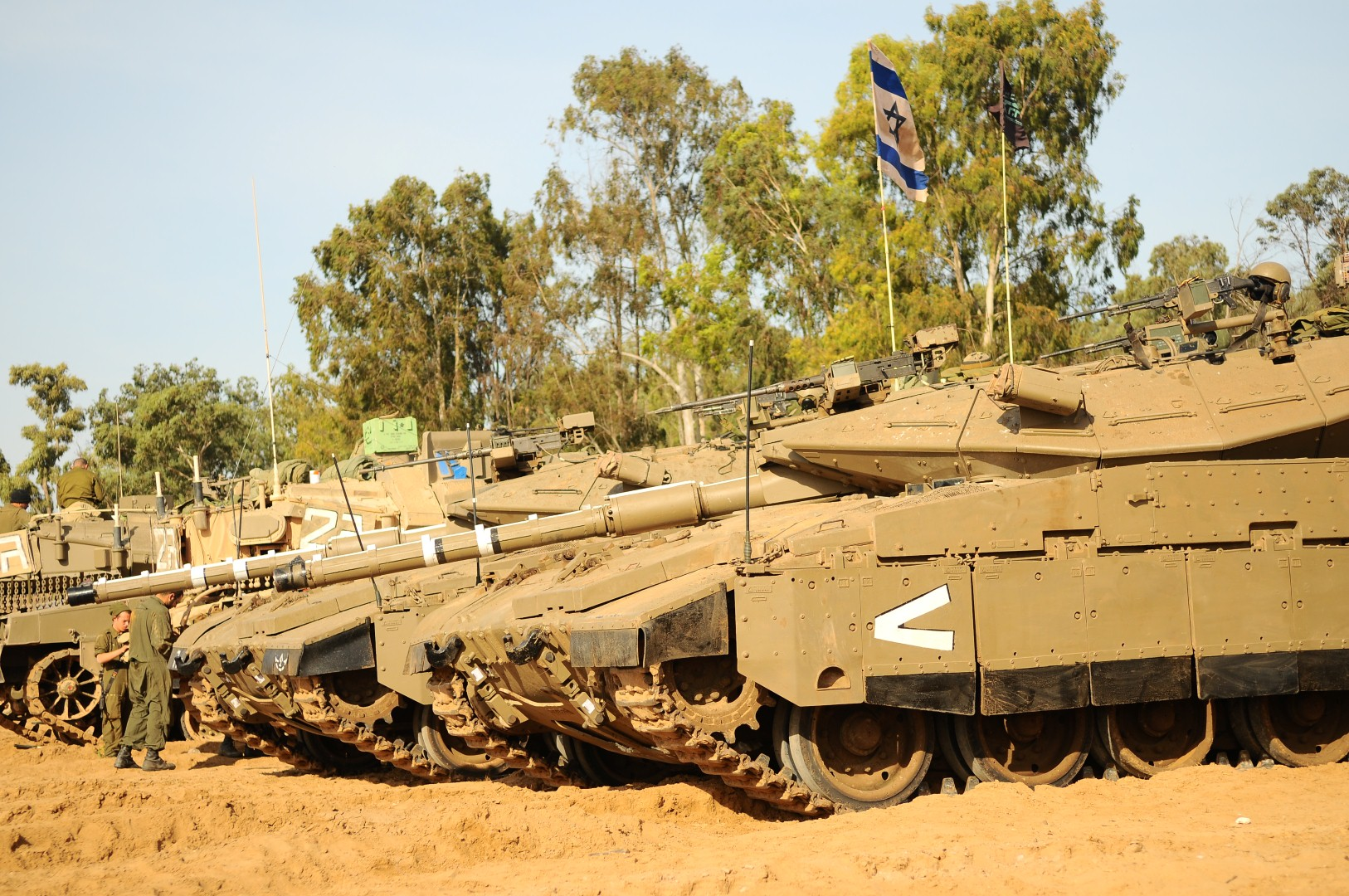
Cahal nadciągające do Strefy Gazy

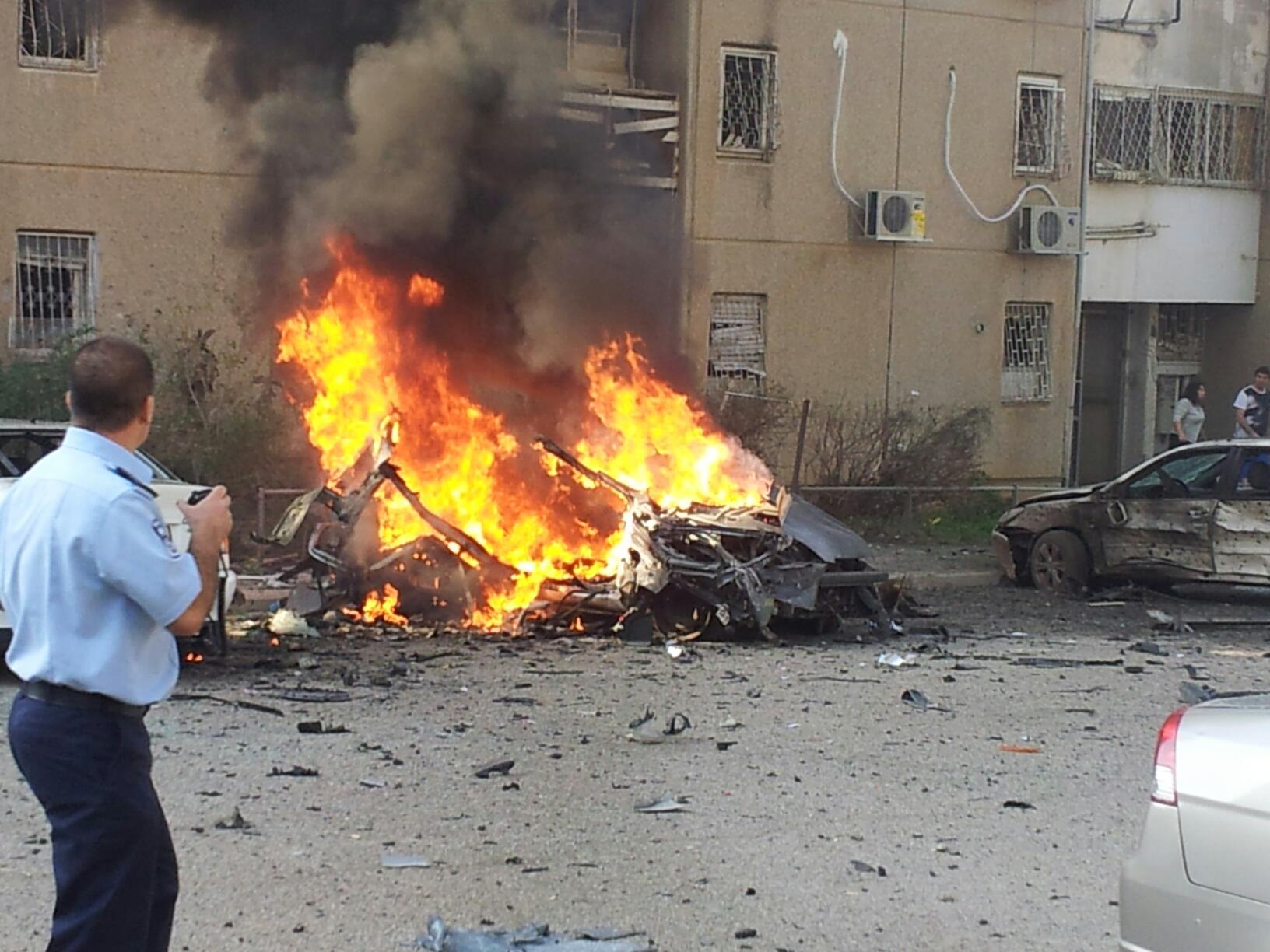
Szkody wywołane uderzeniem rakiety w mieście Beer Szewa 20 listopada 2012

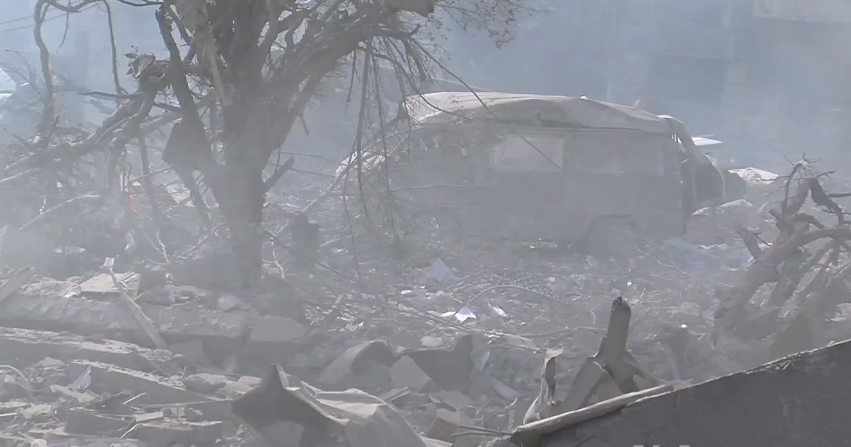
Zniszczenia w Gazie spowodowane izraelskim ostrzałem

Rano 14 listopada 2012 na Izrael spadło kilkanaście rakiet. Jedna z rakiet wystrzelonych przez Arabów uderzyła w dom w mieście Kirjat Malachi w Dystrykcie Południowym. W wyniku ostrzału rakietowego prowadzonego ze Strefy Gazy zginęło troje obywateli Izraela w tym kobieta w ciąży. Około godz. 16 czasu lokalnego (15. czasu polskiego) rozpoczął się izraelski ostrzał powietrzny. W trakcie bombardowań w Gazie zginął szef wojskowego skrzydła Hamasu Ahmed al-Dżabari. Stał on na czele militarnego skrzydła ruchu ugrupowania rządzącego Strefą Gazy. Wraz z nim w samochodzie trafionym przez izraelski pocisk, zginął jego ochroniarz. W ten sposób rozpoczęto zakrojoną na dużą skalę operację przeciwko infrastrukturze Hamasu i jego aktywistom.
W trakcie bombardowania Gazy, pociski trafiły w dom korespondenta BBC Arabic Dżihada Maszarawiego. W wyniku tego zginął jego 11-miesięczny syn Omar. IDF łącznie ostrzelał 310 celów w Gazie, głównie infrastrukturę należącą do Hamasu. Zniszczono między innymi podziemne wyrzutnie rakietowe oraz magazyny z irańską bronią zawierające pociski Fadżr-5. Pociski lotnicze spadały z częstotliwością 70 na godzinę. Zniszczono też rakiety długiego zasięgu, natomiast swoją operację Izrael motywował potrzebą przywrócenia spokoju na terytorium własnego kraju.
W trakcie całego dnia trwał ostrzał rakietowy prowadzony z Gazy. System antyrakietowy Żelazna Kopuła przechwycił 130 rakiet. 55 rakiet spadło w pobliżu miast Beer Szewa, Aszdod, Ofakim, Sza’ar ha-Negew i Eszkol. W nocy z 14 na 15 izraelski premier podjął decyzję o mobilizacji 16 tys. rezerwistów na wypadek przeprowadzenia operacji lądowej w Strefie Gazy.
15 listopada 2012 w promieniu 40 km od granicy ze Strefą Gazy zamknięto wszystkie szkoły. Rakiety spadły m.in. miasto Tel Awiw-Jafa, odległe o ponad 50 km od Strefy Gazy. Pociski nie trafiły w cele w mieście, jednak był to pierwszy taki incydent od 1991. Wówczas to podczas I wojny w Zatoce Perskiej na miasto spadły irackie pociski Scud. Do ataku użyto irańskich rakiet Fars 5. Z kolei w trakcie dwóch dni nalotów na Gazę zginęło 15 Palestyńczyków, w tym pięciu bojowników i dwoje dzieci. Do końca 15 listopada 2012 w Strefie Gazy przeprowadzono 466 ataków. Strefa Gazy została także ostrzelana znad morza, z którego wystrzelono siedem pocisków.
W nocy z 15 na 16 listopada 2012 lotnictwo Izraela intensywnie bombardowało cele bojówek w Gazie. Rano 16 listopada 2012 do Gazy przybył premier Egiptu Hiszam Kandil. Powodem wizyty w strefie konfliktu była „solidarność z narodem palestyńskim”. Egipski szef rządu spotkał się z premierem z ramienia Hamasu Isma’ilem Hanijją i odwiedził szpital w Gazie. Na czas pobytu Kandila w Gazie, na trzy godziny wstrzymano wymianę ciosów. Jednak później jedna z rakiet wylądowała w Jerozolimie. Wywołało to alarm lotniczy i był to pierwszy przypadek w historii kiedy rakieta wystrzelona ze Strefy Gazy osiągnęła izraelską stolicę. W płomieniach stanął między innymi budynek Ministerstwa Spraw Wewnętrznych w Strefie Gazy. W międzyczasie siły izraelskie otrzymały zgodę na mobilizację 75 tys. rezerwistów.
W ciągu dnia liczba zabitych Palestyńczyków po zmasowanych nalotach wzrosła do 27 osób. NA Izrael tego dnia spadło 105 rakiet, 99 zostało przechwyconych, z kolei IDF bombardowało 238 celów. Przez trzy dni ze Strefy Gazy wystrzelono około 500 rakiet, z czego 184 zostało przechwyconych przez Żelazną Kopułę. Izrael dokonał z kolei 620 uderzeń odwetowych z powietrza na cele rozmieszczone w Strefie Gazy.
Nad ranem 17 listopada 2012 IDF zbombardowało kwaterę główną Hamasu w dzielnicy Naser w Gazie. Gmach został trafiony czterokrotnie, przez co uległ zniszczeniu. W nalotach, których łącznie w nocy było 180, zginęło ośmiu bojowników z Brygady Ezedina al-Kasama, zbrojnego skrzydła Hamasu i siedmiu cywilów. Tymczasem w czasie dnia do Strefy Gazy przyjechała tunezyjska delegacja z szefem MSZ Rafikiem Benem Abdessalemem na czele. Przed zniszczoną siedzibą rządu Hamasu okazano „solidarność z Palestyńczykami”. W czasie ataków rakietowych rannych na terenie Izraela zostało 16 osób. Jak podała Światowa Organizacja Zdrowia (WTO) szpitale w Gazie były przepełnione na skutek przyjmowania rannych osób po izraelskich nalotach. Obrażenia odniosło dotąd 382 ludzi w tym 245 osób dorosłych i 137 dzieci. W związku z tą sytuacją, izraelskie Ministerstwo Obrony poinformowało, iż otworzy przejście graniczne w Karem Shalom by przetransportować przez nie pomoc humanitarną dla cywilów. W czasie całego dnia na Izrael spadło 170 rakiet, 57 zostało przechwyconych w powietrzu, z kolei Izrael dokonał 300 bombardowań.

### 18–21 listopada 2012
W nocy 18 listopada 2012 w wyniku bombardowań z powietrza zniszczona została w Gazie siedziba biura rosyjskiej anglojęzycznej telewizji państwowej Russia Today oraz propalestyńskiej Al-Kuds. Rannych zostało siedmiu dziennikarzy. W nalotach zginął dowódca Hamasu odpowiedzialny za ataki rakietowe – Jajiha Bjja. W innym uderzeniu z powietrza zginęło dwoje niemowląt palestyńskich. Z kolei podczas nalotu na dom oficjela Hamasu Jamala Dalou w mieście Gaza zginęło co najmniej 10 osób. Naloty miały również miejsce w Rafah. Łącznie tego dnia zginęło 31 Palestyńczyków w tym co najmniej dziewięcioro dzieci i cztery kobiety. Liczba ofiar po stronie palestyńskiej wzrosła do 77 zabitych.
W trakcie dnia ze Strefy Gazy w kierunku Tel Awiwu-Jafa po raz kolejny wystrzelono dwie rakiety Fadżr-3. W mieście czwarty dzień z rzędu ogłoszono alarm przeciwlotniczy, jednak system Żelazna Kopuła przechwycił pociski. Rakiety spadły za to na miasta Beer Szewa, Aszdod, Sederot, Aszkelon, Sza’ar ha-Negew, Ofakim, Ejlat. Tymczasem premier Netanjahu ogłosił gotowość „intensyfikacji operacji” przeciwko palestyńskim bojówkom. Zmobilizowani żołnierze byli gotowi na każdą ewentualność, a według korespondentów miały miejsce ruchy wojsk pancernych w kierunku Strefy Gazy. Do 18 listopada 2012 Izrael dokonał w sumie ok. 1300 uderzeń na cele w Strefie Gazy. W zdecydowanej większości były to punkty infrastruktury Hamasu. IDF publikowało filmy z bombardowań budynków w których składowano broń, gdyż po zrzucie bomb następowały wybuchy amunicji. Na Izrael spadło tego dnia łącznie 105 rakiet, 41 zostało przechwyconych, lotnictwo dokonało 130 uderzeń.
Od początku operacji kolei ze Strefy Gazy wystrzelono 800 rakiet z czego 267 zostało przechwyconych.
W nocy 19 listopada 2012 Strefą Gazy wstrząsnęła seria eksplozji. W dzielnicy miasta Gaza, Zeitun, śmierć poniosły cztery osoby, w tym 5-letnie dziecko i młode kobiety. Następnie trzech Palestyńczyków, członków tej samej rodziny zginęło, gdy trafiony został ich samochód w Deir el-Balah w środkowej części Strefy Gazy. Bilans ofiar podniosło trzech zabitych rolników w północnej i południowej części Strefy Gazy. Z powodu nieszczelnej granicy Egiptu ze Strefą Gazy, intensywnie bombardowano tunele przemytnicze wybudowane w południowym sektorze strefy. W trakcie operacji Płynny Ołów, Egipt popierał działania Izraela i zamknął granicę, jednakże po transformacji władzy wywołaną rewolucją egipską z 2011, tamtejsze władze ostro przeciwstawiły się działaniom Izraela, dzięki czemu bojownicy swobodnie szmuglowali broń. W związku z tym 19 listopada 2012 zniszczono dziesięć tuneli przemytniczych. Przeprowadzono również nalot na stadion w Gazie skąd wystrzeliwano rakiety. W nalocie na centrum mediowe w Strefie Gazy zginął przywódca Palestyńskiego Islamskiego Dżihadu, Ramez Herb i trzech innych wysokich rangą przedstawicieli ugrupowania. Bilans zabitych w Strefie Gazy przekroczył 100 osób. Podczas gdy operacja lotnicza w Gazie się przybierała na intensyfikacji, to ostrzał rakietowy terytorium Izraela słabnął, gdyż tego dnia wystrzelono 135 rakiet, z czego 67 eksplodowało u celu.
Mimo rokowań w Kairze, Izrael nie zaprzestawał bombardowań. 20 listopada 2012 w dalszym ciągu likwidował cele bojowników, które w sposób bezpośredni zagrażały Izraelowi. Tylko w nocy zaatakowano 100 takich celów. Zginęło piętnastu Palestyńczyków. Wśród ofiar było troje palestyńskich dziennikarzy. Zabici byli kamerzystami, pracującymi dla telewizji Al-Aksa oraz korespondentem radia Al-Kuds. Według Izraela współpracowali oni z Hamasem. Strefę Gazy zaczęła też zza granicy ostrzeliwać izraelska artyleria. W związku z tym samoloty zrzuciły we wsiach pod Gazą tysiące ulotek nawołujące cywilów do przeniesienia się do centrum miasta. W Strefie Gazy bojownicy Brygad al-Kassam przeprowadzili egzekucję na sześciu Palestyńczykach, których nazwano „żydowskimi szpiegami”. Palestyńskie rakiety rano trafiły w miasta Aszkelon, Beer Szewa powodując tam znaczne straty. Z kolei w ostrzale moździerzowym przy granicy zginął izraelski żołnierz i cywil. Jedna z rakiet spadła pod Jerozolimą, nie wyrządzając szkód. Łącznie odpalono 197 rakiet, z czego przechwyconych zostało 51.
Nocą 21 listopada 2012 nadal trwała intensywna konfrontacja między stronami konfliktu. IDF wykonało m.in. celny atak na jedno z pięter centrum mediowego oraz most na drodze łączącej południe z północą w Strefie Gazy. Kompletnemu zniszczeniu uległo między innymi hamasowskie Ministerstwo Bezpieczeństwa Wewnętrznego. Z kolei z Gazy wystrzelono 116 rakiet. Czterech żołnierzy izraelskich zostało rannych w samorządzie regionu Eszkol. Egipskie władze skonfiskowały ciężarówki wiozące 108 głowic do rakiet Grad. Konwój zatrzymano ok. 430 km na północny zachód od Kairu, a ładunek pochodził prawdopodobnie z Libii. Przedpołudniem w Tel Awiwie w autobusie terrorysta podłożył ładunek wybuchowy, który ranił 21 osób. Odpowiedzialność za zamach wziął na siebie Hamas. W odpowiedzi Izrael zbombardował kompleks budynków Hamasu w Gazie. Przed tym w centrum Gazy wybuchła bomba podłożona pod jednym z samochodów. Z powodu sytuacji w Izraelu, przełożono mecz Ligi Europy UEFA między Hapoelem Kirjat Szemona i Athletic Bilbao zaplanowany na 22 listopada 2012.

### Zawieszenie broni
21 listopada 2012 o godz. 11 czasu lokalnego przystąpiono do kolejnej tury rokowań pokojowych. Po południu uzgodniono wprowadzenie zawieszenia broni, co potwierdził minister spraw zagranicznych Egiptu Mohammed Kamel Amri. Oficjalnie weszło w życie o godz. 21 czasu lokalnego (20. czasu polskiego). Postanowienie rozejmowe z Kairu obejmuje:
- strony konfliktu na okres 15 lat;
- zakaz przemycania broni do Strefy Gazy i zbrojenia tamtejszych bojówek;
- zakończenie ostrzału rakietowego terytorium Izraela i ataków przygranicznych;
- zastrzeżenie Izraela prawa do obrony, w przypadku ataku lub potencjalnego ataku;
- zamknięcie granicy Strefy Gazy z Izraelem i otwarcie granicy Egiptu ze Strefą Gazy;
- gwarantem powyższych postanowień został Egipt.

Tuż przed wprowadzeniem rozejmu pięć rakiet nadleciało nad Beer Szewę. Cztery zostały przechwycone przez Żelazną Kopułę. Alarm rakietowy rozbrzmiał również w Aszdod. Na 20 minut przed wprowadzeniem rozejmu izraelskie lotnictwo bombardowało tunele przemytnicze i wyrzutnie rakiet. Po godz. 21 czasu lokalnego w Strefie Gazy wybuchła radość, a ludzie w geście triumfu strzelali w powietrze. W ciągu godziny po rozpoczęciu rozejmu ze Strefy Gazy wystrzelono 12 rakiet. Wszystkie wylądowały w otwartej przestrzeni, żadna nie poczyniła szkód, a jedna z nich została przechwycona przez system antyrakietowy.
23 listopada 2012 izraelscy żołnierze otworzyli ogień do grupy palestyńskich cywilów, którzy naruszyli strefę buforową na przejściu granicznym Kissufim na wysokości miasta Chan Junus. Młodzi Palestyńczycy próbowali na granicznym ogrodzeniu zawiesić flagę Hamasu. Żołnierze najpierw oddali strzały ostrzegawcze, po czym ostrzelali grupę. Zginął 21-letni Palestyńczyk, a 19 nastolatków zostało rannych. Była to pierwsza ofiara po zatwierdzeniu zawieszenia broni.
Minister obrony Izraela Ehud Barak ogłosił, iż operacja zakończyła się sukcesem. „Podczas operacji wojskowej w Strefie Gazy Izrael osiągnął wszystkie cele”. W trakcie operacji Filar Obrony IDF dokonały ponad 1500 uderzeń w Strefie Gazy. Zniszczono 19 centrów dowodzenia Hamasu, 980 podziemnych wyrzutni rakietowych, 140 tuneli przemytniczych, 66 tuneli „wykorzystywanych do działalności terrorystycznej”, 42 kwatery Hamasu, 26 zakładów produkcyjnych broni, jak również setki rakiet i wyrzutni rakietowych.
Z kolei palestyńskie ugrupowania zbrojne w Strefie wystrzeliły na terytorium Izraela 1506 rakiet. 875 rakiet trafiło w przestrzeń otwartą (58%). Pięć baterii systemu w ciągu tygodniowego starcia z Hamasem zestrzeliło 421 palestyńskich rakiet. Kosztowało to izraelski budżet od 25 do 30 milionów dolarów dziennie. Ministerstwo obrony informowało o 84% skuteczności systemu antyrakietowego Żelazna Kopuła, jeśli chodzi o rakiety zmierzające na terytoria zamieszkiwane.
W czasie operacji zginęło 166 Palestyńczyków, wśród nich było 120 bojowników. Ponad 900 Palestyńczyków odniosło rany. Po stronie izraelskiej zginęło sześć osób – 4 cywilów i dwóch żołnierzy. Rannych zostało 240 osób.

## Reakcje międzynarodowe
Stany Zjednoczone potępiły palestyński ostrzał terytorium Izraela i poparły działania odwetowe tego kraju. Fazę powietrzną operacji Filar Obrony zaaprobował amerykański prezydent Barack Obama, jednak dodał, że trzeba jak najszybciej położyć kres eskalacji napięcia w regionie. Zaniepokojenie sytuacją w Strefie Gazy wyraziła Rosja. Izraelską operację potępił egipski prezydent Muhammad Mursi. Premier Egiptu Hiszam Kandil w geście poparcia dla Palestyńczyków udał się do Gazy. W Egipcie i na całym świecie doszło do demonstracji antyizraelskich. W związku z eskalacją napięcia w Strefie Gazy Rada Bezpieczeństwa ONZ zwołała nadzwyczajne posiedzenie. O „proporcjonalną reakcję co do sytuacji” poprosiła władze Izraela unijna szefowa dyplomacji Catherine Ashton.
Międzynarodowa społeczność europejska wyraziła poparcie dla izraelskich ataków, przyznając Izraelowi prawo do samoobrony po latach ataków rakietowych, które notorycznie spadały na terytorium Izraela. Odwołano się do operacji Płynny Ołów, a także skomentowano zabicie al-Dżabiriego przed przyśpieszonymi wyborami parlamentarnymi zaplanowanymi na styczeń 2013, które premier Netanjahu uznał za „swój osobisty sukces”. Swoje zaniepokojenie sytuacją wyraził przebywający w Polsce francuski prezydent François Hollande. Wezwanie do zaprzestania ataków rakietowych wystosowała kanclerz Niemiec Angela Merkel.
Turcja stanowczo przeciwstawiła się działaniom Izraela. Tamtejszy minister spraw zagranicznych Ahmet Davutoğlu nazwał bombardowanie Strefy gazy mianem „zbrodni przeciwko ludności”. Z kolei turecki premier Recep Tayyip Erdoğan zabiegał na arenie międzynarodowej o wsparcie dla Palestyńczyków. Prezydent Autonomii Palestyńskiej Mahmud Abbas oświadczył, że izraelska ofensywa w Strefie Gazy nie powstrzyma starań Palestyńczyków o przyznanie im przez Zgromadzenie Ogólne ONZ statusu nieczłonkowskiego państwa obserwatora. Na 17 listopada 2012 zwołano nadzwyczajny szczyt Ligi Państw Arabskich.
17 listopada o godz. 21:00 premier Polski Donald Tusk rozmawiał z premierem Netanjahu, który wytłumaczył szefowi polskiego rządu sytuację w regionie i powody akcji militarnej. Wcześniej w ten sposób rozmawiał z Barackiem Obamą, Davidem Cameronem i niemiecką kanclerz Angelą Merkel. Izraelski przywódca obiecywał wstrzymanie nalotów na Gazę, jeśli ustanie ostrzał rakietowy terytorium jego kraju. Władze brytyjskie wezwały Izrael do zakończenia kryzysu i przestrzegły przed podjęciem inwazji lądowej. W czasie rozmowy Tuska z Netanjahu w Kairze miała wspólna konferencja prezydenta Egiptu Mursiego z premierem Turcji Erdoganem. Liderzy krajów rozmawiali o szansach na zawieszenie broni w Strefie Gazy. 19 listopada 2012 Erdogan nazwał działania Izraela mianem aktów terrorystycznych, a także prowadzeniem w Gazie „czystek etnicznych”.
18 listopada 2012 Barack Obama potwierdził prawo Izraela do samoobrony – „żaden kraj na świecie nie tolerowałby rakiet wystrzeliwanych przeciwko jego obywatelom z zagranicy”. Wyraził też nadzieję, że inwazja lądowa nie będzie konieczna do rozwiązania konfliktu. Obama wyraził opinię w rozmowie z Muhammadem Mursim, iż konflikt można rozwiązać po ustaniu ostrzału rakietowego ze Strefy Gazy. Tego samego dnia francuski minister spraw zagranicznych Laurent Fabius odwiedził Izrael i Autonomię Palestyńską. Powiedział, że wojna nie jest żadnym rozwiązaniem i wyraził nadzieję szybkiego wprowadzenia zawieszenia broni.
19 listopada 2012 po raz pierwszy głos zabrał sekretarz generalny ONZ Ban Ki-moon, który wezwał do natychmiastowego zawieszenia broni. Następnie udał się do Kairu, gdzie toczono rokowania dt. rozejmu. Binjamin Netanjahu poświadczył, że Izrael jest gotowy do inwazji lądowej, ale woli rozwiązanie dyplomatyczne. Władze izraelskie, które były reprezentowane w Kairze przez wojskowych, zażądały od Hamasu zaprzestania ostrzału rakietowego na czas negocjacji rozejmowych. Lider polityczny Hamasu Chalid Miszal powiedział w Kairze, że „jeśli Izrael chce pokoju, sam musi zapoczątkować zawieszenie broni, bo to oni zaczęli wojnę. Równocześnie trwało unijne spotkanie w Brukseli na którym szefowie dyplomacji państw UE wyrazili „poważne zaniepokojenie” eskalacją konfliktu w Gazie i wezwali do wprowadzenia zawieszenia broni.
W nocy z 19 na 20 listopada 2012 Rada Bezpieczeństwa ONZ obradowała nad tekstem oświadczenia ws. konfliktu w Strefie Gazy i potępiła obie strony konfrontacji i wezwała do powstrzymania aktów wrogości. Oświadczenie to blokowały Stany Zjednoczone, gdyż nie odnosiło się do ataków rakietowych przeprowadzanych przez palestyńskie ugrupowania. Na czas mediacji prowadzonej przez Egipt, Izrael odłożył plany inwazji lądowej na Strefę Gazy. W Kairze cały dzień trwały rokowania pokojowe i przygotowywano się do podpisania porozumienia o rozejmie. Hamas wystąpił także z postulatem zakończenia blokady Strefy Gazy trwającej od 2007. Tymczasem do Izraela wybrała się sekretarz stanu USA Hillary Clinton. Nim do tego doszło w Jerozolimie Netanjahu spotkał się z niemieckim szefem MSZ Guido Westerwelle. Izraelski przywódca powtórzył, że woli dyplomatyczne rozwiązanie, ale „Izrael ma prawo do obrony innymi środkami”. Późnym wieczorem Stany Zjednoczone zawetowały rezolucję potępiającą izraelsko-palestyński konflikt. Projekt rezolucji przygotowywała Rosja i według Waszyngtonu zabrakło w niej istoty wyjaśnienia konfliktu.
Iran po raz pierwszy oficjalnie przyznał 21 listopada 2012, iż wspiera militarnie Hamas. „Kraje arabskie organizują tylko kolejne konferencje i dyskutują, ale muszą wiedzieć, że nie tego potrzebują Palestyńczycy. Dlatego też z dumą informuję, że my dostarczamy Hamasowi pomocy militarnej i finansowej” – powiedział przewodniczący parlamentu irańskiego Ali Laridżani.
Po wprowadzeniu rozejmu Hillary Clinton podziękowała egipskiemu prezydentowi za zaangażowanie w rozmowy. Netanjahu powiedział prezydentowi USA Barackowi Obamie, że jest gotów dać szansę rozejmowi, jednak jeśli on zawiedzie Izrael podejmie jeszcze mocniejsze działania. Chalid Miszal podziękował Egiptowi za rolę, jaką odegrał w zawarciu rozejmu. Obie strony do przestrzegania rozejmu wezwał Ban Ki-moon oraz RB ONZ.